# Илия Гогов
Илия (Ильо) Гогов е български революционер, войвода на Вътрешната македоно-одринска революционна организация.

## Биография
Гогов е роден в 1886 година в кукушкото село Тодорак (Горни или Долни), тогава в Османската империя. Влиза във ВМОРО. При избухването на Балканската война в 1912 година е доброволец в Македоно-одринското опълчение и служи в Кукушката чета. Застава начело на самостоятелна чета, която подпомага българските войски в Дойранско.